# Лехта (приток Устья)
Лехта — река в России, протекает в Борисоглебском районе Ярославской области.
Река берёт начало неподалёку от деревни Есеплево. Течёт на юг, пересекает автодорогу Р-153. Устье реки находится в 87 км по левому берегу реки Устье. Длина реки составляет 13 км.

## Данные водного реестра
По данным государственного водного реестра России относится к Верхневолжскому бассейновому округу, водохозяйственный участок реки — Волга от Рыбинского гидроузла до города Кострома, без реки Кострома от истока до водомерного поста у деревни Исады, речной подбассейн реки — Волга ниже Рыбинского водохранилища до впадения Оки. Речной бассейн реки — (Верхняя) Волга до Куйбышевского водохранилища (без бассейна Оки).
Код объекта в государственном водном реестре — 08010300212110000010774.

### Притоки (км от устья)
- 6 км: река Кутьма (пр)